# Dżudajdat al-Chas
Dżudajdat al-Chas (arab. جديدة الخاص) – miejscowość w Syrii, w muhafazie Damaszek. W 2004 roku liczyła 6298 mieszkańców.